# مقلب حب (فلم)
مقلب حب فيلم سينمائي سوري من إنتاج العام 1972 

## قصة الفيلم
فتاة مصرية تدرس في بيروت يقع في حبها طالب جامعي ساذج، ولأنه لا يجيد التعامل مع الفتيات، فإنه يستجيب لنصائح أصدقائه الذين يرغبون في السخرية منه، ويدبرون له الكثير من المقالب ويلتقطون بعض الصور لهما، ويرسلونها لوالدها الذي يشعر بالغضب ويسافر لبيروت كي يحضرها وتتوالي احداث الفيلم في قالب كوميدي .

## فريق العمل
سيناريو: أحمد ثروت
إخراج: يوسف معلوف
مخرج مساعد: أسامة ملكاني
إنتاج: سيريا فيلم للإنتاج الفنّي
توزيع: مأمون سري
كلمات الإسكتش: عمر حلبي
ألحان: سهيل عرفة
مدير التصوير: محمد الرواس
صوت: زهير فهمي
مدير الإنتاج: فوزي الرواس
مونتاج: مروان عكاوي

## بطولة
- محمود جبر
- ناهد يسري
- رفيق السبيعي
- سامية الجزائري
- نجاح حفيظ
- هالة فاخر
- ناجي جبر
- ياسين بقوش
- قمر مرتضى
- لينا باتع
- طلحت حمدي
- سعد الدين بقدونس
- أحمد عداس
- جميل ولاية
- محمد طرقجي
- عدنان أبو الشامات (طفل)
- محمد صالحية
- أزهار
- حسام الدين